# Spiegelgänse

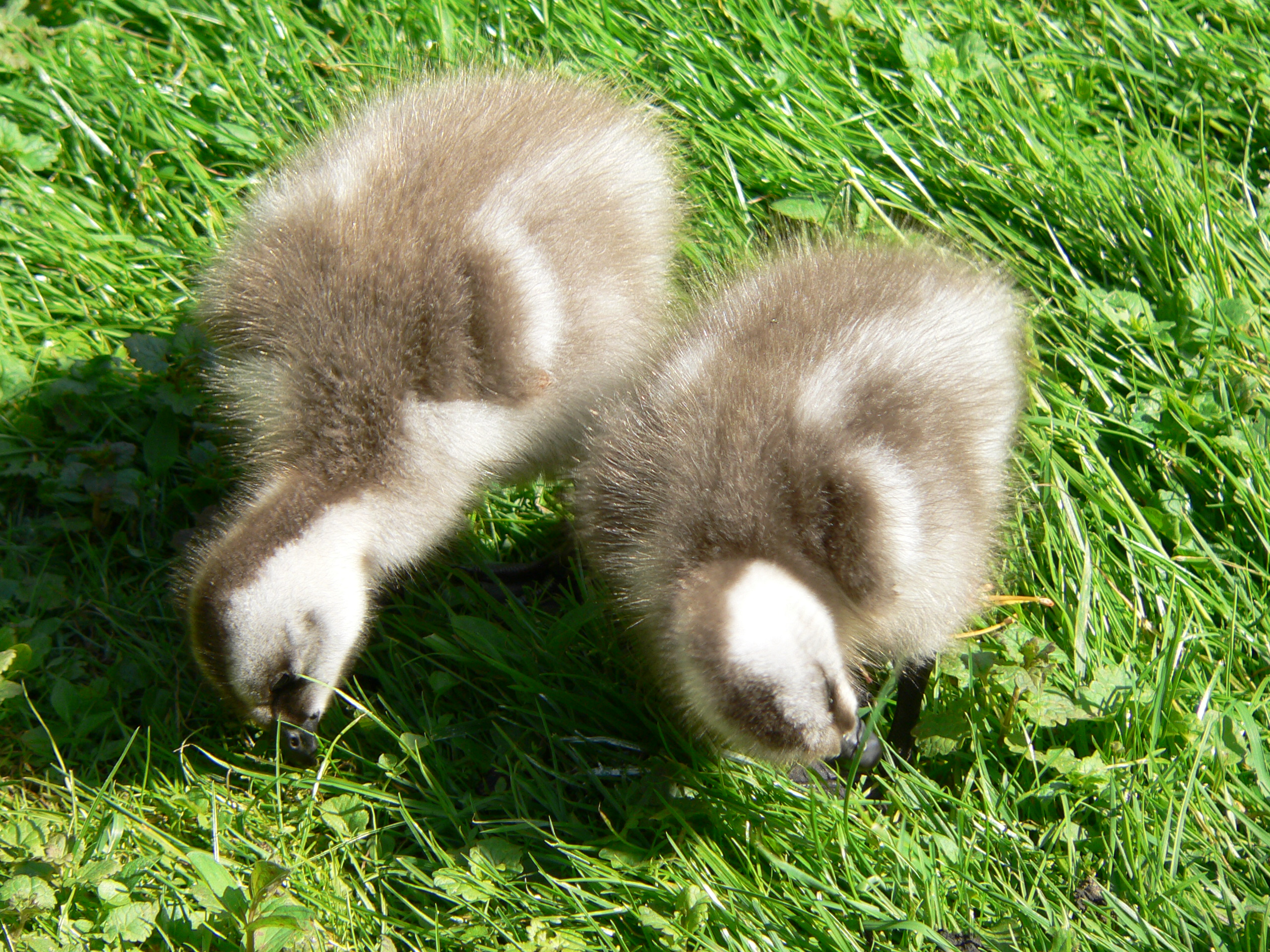
Dunenjunge der Magellangans mit der für Spiegelgänse charakteristischen weißen Grundfärbung und schwarzbraunen Farbzeichnung

Die Spiegelgänse (Chloephaga) sind eine Gattung der Entenvögel. Sie gehören in der Unterfamilie der Halbgänse zum Tribus Tadornini oder „echte“ Halbgänse, zu denen auch die Kasarkas, die Nilgans, die Orinokogans und die Blauflügelgans gerechnet werden.
Spiegelgänse weisen den für Halbgänse typischen gänseähnlichen Habitus auf. Mehrere Merkmale weisen jedoch auch auf eine enge Verwandtschaft zu den Eigentlichen Enten hin. Das Verbreitungsgebiet der Spiegelgänse ist der südamerikanische Kontinent bis zu den Falklandinseln. Die Bestandssituation der Spiegelgänse ist sehr unterschiedlich. Einige Arten sind von Rückgängen in den Populationszahlen betroffen und werden von der IUCN teilweise als potenziell gefährdet eingeordnet. Andere Arten gelten als nicht gefährdet. Ihre Nahrung besteht überwiegend aus Gräsern, Kräutern, Samen und Saat. Die Kelpgans ernährt sich überwiegend von Seetang.

## Erscheinungsbild
Von der Kelpgans abgesehen sind die Arten der Spiegelgänse hochbeinige Entenvögel. Die Beine sind verhältnismäßig weit hinten am Körper angesetzt. Die Körperhaltung ist sehr aufrecht. Die Kelpgans, die an Steil- und Felsenküsten lebt und sich vor allem von Braunalgen in den Tangwäldern ernährt, ist dagegen kurzbeinig. Sie weist an ihren Füßen scharfe Krallen auf, die es ihr ermöglichen, sich sicher auf glitschigen Felsen zu bewegen und ihre Nahrung zu finden. Bereits die Dunenküken der Kelpgans weisen diese scharfen Krallen auf.
Mit einer Körperlänge zwischen 45 und 50 Zentimetern ist die Rotkopfgans die kleinste Art unter den Spiegelgänsen. Die größte Art ist die Magellangans, maximal 65 Zentimeter groß werden kann und bis zu 3,1 Kilogramm wiegt.
Zwei Arten weisen einen ausgeprägten Geschlechtsdimorphismus auf. Bei der Kelpgans und der Magellangans ist die Grundfärbung des Weibchens schwarzbraun beziehungsweise kräftig lehmfarben. Die Männchen weisen ein dagegen überwiegend weißes Gefieder auf. Die Kelpgans ist sogar die einzige Art unter den freilebenden Entenvögeln, bei denen das Männchen ein reinweißes Gefieder hat. Bei den anderen zwei Arten – Graukopfgans, und Rotkopfgans – kann an der Gefiederfärbung das Geschlecht nicht bestimmt werden. Die Weibchen sind lediglich etwas kleiner und leichter. Kräftige rotbraune, lehm- oder zimtfarbene Gefiederfärbungen treten bei mehreren Arten auf. Bei der adulten weiblichen Magellangans sind so Brust, Kopf und Hals gefärbt. Bei der Rotkopfgans tritt dieser Farbton bei der Kopffärbung auf und bei der Graukopfgans an Brust und vorderem Rücken. Auch eine schwarz-weiße Gefiederbänderung gibt es bei mehreren Arten. Die Männchen der Magellangans weisen diese am Rücken und bei einer Unterart auch am Bauch auf. Bei der weiblichen Magellangans ist diese schwarz-weiße Bänderung an den Flanken sichtbar. Die weibliche Kelpgans weist diese am Vorderhals, am Bauch und den Flanken auf. Bei der Graukopfgans und der Rotkopfgans ist diese schwarzweiße Bänderung vor allem an den Flanken gut zu sehen. Die Bein- und Fußfärbung ist uneinheitlich. Männchen der Magellangans haben dunkelgraue Beine und Füße, während diese bei den Weibchen gelborange sind. Dieser Farbton ist bei den anderen Arten geschlechtsunabhängig vorhanden. Alle Arten haben einen verhältnismäßig kurzen Schnabel. Die Schnabelfärbung reicht von fleischfarben rosa bis dunkelgrau.
Das Mauserschema einiger Arten der Spiegelgänse ist bislang nicht hinreichend untersucht. Grundsätzlich findet die Mauser der Schwingenfedern während der Fortpflanzungszeit statt, und die Spiegelgänse sind dann für einige Zeit nicht flugfähig.
Dunenküken der Spiegelgänse weisen eine weiße Grundfärbung auf. Kopfplatte, Halssaum, Rücken und Seiten sind schwarzbraun. Die Farbverteilung ist artspezifisch, aber insgesamt sehr ähnlich. So lassen sich die Dunenküken der Rotkopfgans anhand ihres Dunenkleides nicht von denen der Graukopfgans unterscheiden.

## Verbreitungsgebiet und Lebensraum
Spiegelgänse sind in ihrer Verbreitung auf den südamerikanischen Kontinent sowie auf die vorgelagerten Inseln beschränkt. Ein wichtiges Verbreitungsgebiet einiger der Spiegelgansarten sind die Falklandinseln. Die Magellangans und die Graukopfgans sind Brutvögel der südwestlichen Spitze des südamerikanischen Kontinents sowie der Falklandinseln. Das Verbreitungsgebiet der Kelpgans sind ebenfalls die südliche Spitze Südamerikas und die Falklandinseln. Die Art ist jedoch eng an die Küste gebunden. Die Rotkopfgans dagegen bewohnt den südöstlichen Teil Südamerikas und kommt ebenfalls auf den Falklandinseln vor.
Magellangans und Rotkopfgans sind Bewohner offener Grasflächen. Der Lebensraum der Graukopfgans sind Fluss- und Bachtäler, bewaldete Moore und Waldsümpfe. Die Kelpgans hält sich dagegen nur an der Felsküste auf und ist selten auf offenen Weideflächen zu finden.

## Fortpflanzung
Spiegelgänse sind während der Fortpflanzungszeit ausgesprochen aggressive Vögel und verteidigen ihr Brutrevier gelegentlich auch gegenüber Nichtgänsen energisch. Die Graukopfgans attackiert Reviereindringlinge beispielsweise mit an Gänse erinnernden Drohgebärden. Sie läuft auf den Eindringling mit gesenktem Kopf zu und schlägt dabei heftig mit den Flügeln. Nach erfolgreicher Vertreibung zeigt sie ein Triumphgeschrei, wie es für Gänse charakteristisch ist.
Es brütet allein das Weibchen. Die Brutdauer ist nach Art leicht unterschiedlich, beträgt aber etwa um die 30 Tage.

## Mensch und Spiegelgänse

### Auswirkung des Menschen auf die Bestandszahlen
Mehrere Arten der Spiegelgänse sind in ihrem Bestand rückläufig, weil sie durch den Menschen einer Veränderung ihres Lebensraumes und teilweise immer noch eine starke Bejagung erfahren. Magellangans, Graukopfgans und Rotkopfgans wurden und werden vom Menschen als Nahrungskonkurrenten zu Haustieren angesehen. Für alle drei Arten wurden Abschussprämien bezahlt. Die Rotkopfgans steht mittlerweile auf den Falklandinseln unter Schutz, nachdem sie dort lange Zeit intensiv bejagt wurde. Auf den Falklandinseln ist ihr Bestand mittlerweile stabil, und diese Inseln stellen jetzt ihr Hauptverbreitungsgebiet dar. Auf dem südamerikanischen Festland und Feuerland dagegen ist sie weitgehend verschwunden. Dazu hat auch die Aussetzung des Argentinischen Kampfuchses beigetragen, den man in den 1950er Jahren auf Feuerland einbürgerte, um die dortige Kaninchenplage zu bekämpfen. Die Population der Rotkopfgans auf Feuerland wird mittlerweile auf unter 500 Individuen geschätzt und ist weiter rückläufig.
Die Kelpgans nutzt Lebensräume, die vom Menschen weitgehend unberührt sind. Sie unterliegt keinem Jagddruck, da ihr Fleisch unangenehm schmeckt und auch die Eier wenig schmackhaft sind.

### Haltung in Europa
Die ersten Spiegelgänse wurden bereits in der ersten Hälfte des 19. Jahrhunderts in europäischen Zoos gehalten. Führend war hier der Zoo in London, der auch einige Arten das erste Mal erfolgreich nachzüchtete. Erste Nachzuchten gab es bei einigen Arten bereits kurz nach der Einführung. Die Zucht erfolgte jedoch bis in die 1950er Jahre unsystematisch.
Der britische Wildfowl Trust unternahm in der zweiten Hälfte des 20. Jahrhunderts gezielte Zuchtprogramme, so dass die heute in Zoos gezeigten Spiegelgänse überwiegend daher stammen. Viele europäische Zoos, die eine größere Anzahl an Entenvögeln halten, pflegen mindestens eine Art der Spiegelgänse. Die Haltung ist aber insgesamt rückläufig, da europäische Zoos sich zunehmend auf die Zucht der ebenfalls im Bestand rückläufigen nordischen Gänsearten konzentrieren. Dort wo Spiegelgänse gehalten werden, werden sie wegen ihrer Aggressivität während der Fortpflanzungszeit meist getrennt von anderen Entenvögeln gehalten. Die Vögel benötigen zwar eine Bademöglichkeit, sind aber nicht auf eine Teichanlage für ihr Wohlbefinden angewiesen, so dass sie häufig auf Huftieranlagen gepflegt werden. Die Kelpgans ist die Art, die am seltensten in Zoohaltung gezeigt wird, da sie sich in der Gefangenschaftshaltung als krankheitsanfällig erwiesen hat. Viele Tiere sterben an Aspergillose. Selbst in der Haltung von Entenvögeln so erfahrenen Institutionen wie dem Wildfowl Trust, dem viele europäische oder Welterstzuchten gelangen, glückte es nicht, diese Art über einen längeren Zeitraum zu pflegen oder gar erfolgreich nachzuzüchten. Die Welterstzucht gelang 1960 einem kalifornischen Ornithologen. Es wuchs allerdings nur ein Küken auf.

## Systematik
Zur Gattung der Spiegelgänse gehören folgende vier rezente Arten:
| Deutscher Name | Wissenschaftlicher Name                | Verbreitung | Gefährdungsstufe Rote Liste der IUCN | Anmerkungen | Bild                                   |
| -------------- | -------------------------------------- | --- | ------------------------------------ | --- | -------------------------------------- |
| Magellangans   | Chloephaga picta (Gmelin, 1789)        | Brutvogel im Süden von Südamerika. An den Küsten von Feuerland, Chile, Patagonien und auf den Falklandinseln.                                                                                            | (Least Concern – nicht gefährdet)    | 2 Unterarten: Große Magellangans (C. p. leucoptera (Gmelin, 1789)) Kleine Magellangans (C. p. picta (Gmelin, 1789)) 60 bis 65 Zentimeter lang. Männchen: weißes Kopf-, Brust- und Bauchfederkleid, restliches Gefieder grau, Schnabel dunkelgrau bis schwarz. Weibchen: braungraues Federkleid, Füße orange bis gelb.     | Männchen Weibchen                      |
| Kelpgans       | Chloephaga hybrida Sclater, 1857       | südliches Chile, an den Küsten Patagoniens, Feuerlands und auf den Falklandinseln. | (Least Concern – nicht gefährdet)    | monotypisch 55 bis 65 Zentimeter lang. Männchen: weißes Gefieder mit schwarzem Schnabel, einen weißen Fleck um die Nasenöffnungen, gelbe Füße. Weibchen: Körperoberseite dunkelbraun gefärbt, Bauch und Schwanz weiß, graue Linien quer über die Brust und über die Flanken, weißer Augenring, rosa Schnabel, gelbe Füße. | Männchen Weibchen                      |
| Graukopfgans   | Chloephaga poliocephala (Molina, 1782) | Gebirgsregionen im Süden von Südamerika, unter anderem in Chile und Argentinien sowie auf den Falklandinseln.                                                                                            | (Least Concern – nicht gefährdet)    | monotypisch 53 bis 66 Zentimeter lang. Grauer Kopf, kastanienbraunes Gefieder, weiße Flanken mit schwarzen Linien versetzt. Schnabel grauschwarz, Beine und Füße orangerot. | Graukopfgans (Chloephaga poliocephala) |
| Rotkopfgans    | Chloephaga rubidiceps Sclater, 1861    | Brutgebiete auf den feuchten Grasebenen von Feuerland und südlich der Magellanstraße, in Chile und auf den Falklandinseln. Im Winter zieht die Rotkopfgans in die Tiefebenen des südlichen Argentiniens. | (Least Concern – nicht gefährdet)    | monotypisch 45 und 50 Zentimeter lang. Rücken und Flanken grauweiß, zum Schwanz dunkler und einfarbig, Bauch zimtfarben. Beine gelborange, weißer Augenring. | Rotkopfgans (Chloephaga rubidiceps)    |

Zu den vier rezenten Arten kommt mit Chloephaga dabbenei noch mindestens eine fossile Art aus dem Mittleren Pleistozän der Provinz Buenos Aires in Argentinien.

## Belege